# Chabab Riadhi Témouchent
Maillots
Actualités
Le Chabab Riadhi Témouchent (en arabe : الشباب الرياضي لتموشنت), plus couramment abrégé en CR Témouchent ou encore en CRT, est un club algérien de football fondé en 1961 et basé dans la ville d'Aïn Témouchent.

## Histoire
Créé à la veille de l’indépendance de l'Algérie, en 1961, sur les traces du Widad Athlétique de Témouchent en fusionnant avec lui,  par un groupe de jeunes réunis dans un café-bar détenu par Hadjouti Ahmed, un ancien boxeur et champion d’Afrique du Nord. Les Belghaba Mohradj, Gourine Bénamar, Yekhlef Zénagui, Bouri Boumediène dit "Diden", Tagri Said, Lalaoui Ahmed, Attou Mohamed, Hadj Yahiaoui Salem, Madaoui Ahmed et Abden Sid Ahmed, lancèrent le club sous la présidence de Hadjeri Mohamed dit Houmani,. 
Après l'indépendance du pays, le Chabab Riadhi de Témouchent participe à la 1re formule du championnat algérien de football de première division appelée à l'époque Critérium d'Honneur, le CRT se qualifie de son sous-groupe et réussi à décocher une belle 5e place dans le groupe de l'Oranie ou le SCM Oran fut déclaré champion tout en devançant le MC Oran au classement final, ce qui lui permet de figurer la saison suivante encore une fois dans le premier palier du football national.
Lors de cette deuxième saison appelée Division d'Honneur, la concurrence devient encore plus rude, le club se classe 12e sur 17 participants et ne parvient pas à assurer une présence dans la future Nationale I (D1) et se retrouve dans le championnat de la Nationale II.
Depuis, le CRT reste un club formateur dans la région du ouest algérien, évoluant notamment en D2, rétrograde parfois en divisions inférieures puis remonte, mais ne parvient jamais à intégrer la D1 algérienne.
En 2022, le club rate de peu une accession historique en ligue 1 à la différence de buts particulière au profit du MC El Bayadh.

## Palmarès
| Compétitions nationales | Compétitions internationale ( aucune participation ) |
| --- | ---------------------------------------------------- |
| - 3e Division (3) : - Champion Gr. ouest : 1970-71, 2008-09 et 2011-12. - 4e Division (2) : - Champion Gr. ouest : 2003-04 et 2007-08. |                                                      |

## Bilan par compétition
| Compétition       | Saisons | Titres | J   | G   | N   | P   | Bp  | Bc  | Diff. |
| ----------------- | ------- | ------ | --- | --- | --- | --- | --- | --- | ----- |
| Ligue 2           | 35      | -      | ... | ... | ... | ... | ... | ... | ...   |
| Division 3        | 16      | 3      | ... | ... | ... | ... | ... | ... | ...   |
| Division 4        | 6       | 1      | ... | ... | ... | ... | ... | ... | ...   |
| Coupe d'Algérie   | 55      | -      |     |     |     |     |     |     |       |
| Coupe de la Ligue | 1       | -      | 1   | 0   | 0   | 1   | 0   | 2   | -2    |
| Total             | 57      | ...    | ... | ... | ... | ... | ... | ... | ...   |

## Parcours

### Classement en Championnat d'Algérie par saison
- 1962-63 : Critérium d'Honneur Gr. Oranie, 5e
- 1963-64 : Division d'Honneur Gr. Oranie, 12e
- 1964-65 : Division d'Honneur Gr. Oranie, 3e
- 1965-66 : Division d'Honneur Gr. Oranie, 2e
- 1966-67 : Nationale II, 9e
- 1967-68 : Nationale II, 3e
- 1968-69 : Nationale II, 11e
- 1969-70 : Nationale II Gr. centre-ouest, 12e
- 1970-71 : Division d'Honneur Gr. ouest, 1re
- 1971-72 : Nationale II Gr. ouest, ?e
- 1972-73 : Nationale II Gr. ouest, 13e
- 1973-74 : Division d'honneur Gr. 1, 1re
- 1974-75 : Nationale II Gr. ouest, 4e
- 1975-76 : Nationale II Gr. ouest, 13e
- 1976-77 : Division d'honneur, ?e
- 1977-78 : ?, ?e
- 1978-79 : ?, ?e
- 1979-80 : ?, ?e
- 1980-81 : ?, ?e
- 1981-82 : ?, ?e
- 1982-83 : ?, ?e
- 1983-84 : Division d'honneur, ?e
- 1984-85 : Division 2 Gr. ouest, 12e
- 1985-86 : Division 2 Gr. ouest, 8e
- 1986-87 : Division 2 Gr. ouest, 13e
- 1987-88 : Division 2 Gr. ouest, 5e
- 1988-89 : Division 2, 11e
- 1989-90 : Division 2, 12e
- 1990-91 : Division 2, 14e
- 1991-92 : Division 2 Gr. ouest, 7e
- 1992-93 : Division 2 Gr. ouest, 13e
- 1993-94 : Division 2 Gr. ouest, 12e
- 1994-95 : Division 2 Gr. ouest, 11e
- 1995-96 : Division 2 Gr. ouest, 8e
- 1996-97 : Division 2 Gr. ouest, 5e
- 1997-98 : Division 2 Gr. ouest, 13e
- 1998-99 : Division 1 Gr. ouest, 4e
- 1999-00 : National 2 Gr. ouest, 2e
- 2000-01 : Division 1 Gr. centre-ouest, 14e
- 2001-02 : Division 1 Gr. centre-ouest, 10e
- 2002-03 : Division 1 Gr. centre-ouest, 12e
- 2003-04 : Division 2 Gr. ouest, 12e
- 2004-05 : Inter-régions Gr. ouest, 6e
- 2005-06 : Inter-régions Gr. ouest, 10e
- 2006-07 : Inter-régions Gr. ouest, 14e
- 2007-08 : D4, Régional Oran 1re
- 2008-09 : Inter-régions Gr. ouest, 1re
- 2009-10 : Division 2, 6e
- 2010-11 : Ligue 2, 16e
- 2011-12 : DNA Gr. ouest, 1re
- 2012-13 : Ligue 2, 16e
- 2013-14 : DNA Gr. ouest, 15e
- 2014-15 : D4, Inter-Régions Gr. Ouest, ?e
- 2015-16 : D4, Inter-Régions Gr. Ouest, ?e
- 2016-17 : D4, Inter-Régions Gr. Ouest, ?e
- 2017-18 : D4, Inter-Régions Gr. Ouest, ?e
- 2018-19 : D4, Inter-Régions Gr. ouest, 1re
- 2019-20 : DNA Gr. ouest, 1re
- 2020-21 : Ligue 2 Gr. ouest, 2e
- 2021-22 : Ligue 2 Gr. centre-ouest, 2e
- 2022-23 : Ligue 2 Gr. centre-ouest, 5e
- 2023-24 : Ligue 2 Gr. centre-ouest, 4e
- 2024-25 : Ligue 2 Gr. centre-ouest, e

## Personnalités du club

### Présidents
- Hadjeri Mohamed dit "Houmani"
- Bentabet Boumedieneb
- Docteur Benkartaba Abderrahmane
- Bensahih Mankour
- Djeriou Abdelouahab
- Si Abdelkader Chergui
- Chérifi Mohamed
- Tagri Said
- Sahnoune
- Difli
- Benzama
- Didi
- Maamar
- Hachem Habib
- Briki
- Kallache
- Boudieb
- Belahcène
- Aziz Mezouar
- Zénasni Abdelhamid

### Entraîneurs
- Yahiaoui Salem
- Mohamed Ben Brahim
- Mohamed El Filali
- Carlos Gomes
- Maurice Hincker
- Gorine
- Chibani
- Abdi Djilali
- Abdelkader Mâatallah
- Nadjib Medjadj
- Tadj Bensaoula
- Belebna Bendoukha
- Oundadji
- Bekakcha Messaoud
- Abdelkrim Benyelles
- Hadj Salem
- Benfodda
- Bennouar
- Bengoudifa
- Cheikho
- Chérif Hadjar
- Benmechta

### Anciens joueurs
- Oucief Omar dit "Sikki"[5]
- Yahiaoui Salem
- Benayad
- Hammou Mohamed dit "Djems"
- Yemma Saïd dit "gaucher"
- Benaïssa Said
- Touati Alilou
- Bennouar
- Madani Driss
- Yekhlef dit "Khamété"
- Tayeb El-Kihli
- Chouiref
- Berrichi
- Driss 2 (GB)
- Driss 1
- Moulay
- Gamir
- Kebdani Houari
- Daho Abdelkader
- Mohamed Maaroufi
- Rouissi Ali
- Boukholda
- Abdelhakem Cheikh dit "cheikho"
- El-Ghiati
- Houari Nedjoum dit "Foufou".

## Identité du club

### Couleurs
Depuis la fondation du club, ses couleurs sont le Rouge et le Blanc.

### Logos

Ancien logo du club
Logo actuel du club

## Structures du club

### Infrastructures

#### Stades
Le CRT joue ses matchs à domicile au stade Omar-Oucief, un stade d'une capacité de 11500 places, ouvert en 2009. Avant, le club était domicilié à l'ancien stade municipal M'barek Boucif d'une capacité de 5000 places.